# Figueroles (kommunhuvudort)
Figueroles är en kommunhuvudort i Spanien.   Den ligger i provinsen Província de Castelló och regionen Valencia, i den östra delen av landet, 300 km öster om huvudstaden Madrid. Figueroles ligger 360 meter över havet och antalet invånare är 545.
Terrängen runt Figueroles är kuperad. Runt Figueroles är det ganska tätbefolkat, med 70 invånare per kvadratkilometer. Närmaste större samhälle är L'Alcora, 6,2 km sydost om Figueroles. Omgivningarna runt Figueroles är i huvudsak ett öppet busklandskap.